# L'Estanquet de la Portièra
L'Estanquet de la Portièra era una taverna tolosana: situada en l'atzucac del número 42 de la Carrièra dels Blanquièrs, l'Estanquet ocupà el local d'un bar anterior anomenat La Concierge sous l'Escalier, comprat a finals de la dècada del 1990 per Remèsi Firmin amb la idea d'establir un lloc d'encontre per als parlants d'occità on, a més de servir quemenjar i begudes, feien concerts i altres activitats relacionades amb Occitània.
Després de jubilar-se, Firmin cedí el local a una associació occitanista, la qual el reobrí amb el nom de L'Estancabra a partir del 8 de gener del 2016 durant sis mesos, però amb el temps deixà d'operar amb regularitat i feu l'última festa el Dia de la Música del 2019, abans que un incendi destruïra l'immoble el 27 d'agost del mateix any.
El mateix any de l'incendi acollí un sopar dels Amics de l'Escòla Occitana d'Estiu el divendres 22 de febrer.
Entre els artistes que hi actuaren, hi hagué el cantautor torrentí Pau Alabajos (2013).